# Job (Coran)
Pour les articles homonymes, voir Job.
Job ( arabe : أيوب ) est connu comme un prophète dans l'Islam et est mentionné dans le Coran. L'histoire de Job dans l'Islam est parallèle à l'histoire de la Bible hébraïque, bien que l'accent principal soit mis sur le fait que Job reste fidèle à Dieu ; il n'y a aucune mention des discussions de Job avec des amis dans le texte coranique, mais la littérature musulmane ultérieure déclare que Job avait des frères qui discutaient avec l'homme sur la cause de son affliction. Certains commentateurs musulmans ont également parlé de Job comme étant l'ancêtre des Romains. La littérature islamique commente également l'époque et le lieu du ministère prophétique de Job, disant qu'il est venu après Joseph dans la série prophétique et qu'il a prêché à son propre peuple plutôt que d'être envoyé dans une communauté spécifiée. La tradition raconte en outre que Job sera au Ciel le chef du groupe de « ceux qui ont patiemment enduré ».

## Dans le Coran
Le Coran décrit Job comme un serviteur juste de Dieu, affligé de souffrances pendant une longue période. Cependant, il déclare clairement que Job n'a jamais perdu la foi en Dieu et a toujours appelé Dieu dans la prière, lui demandant de retirer son affliction :

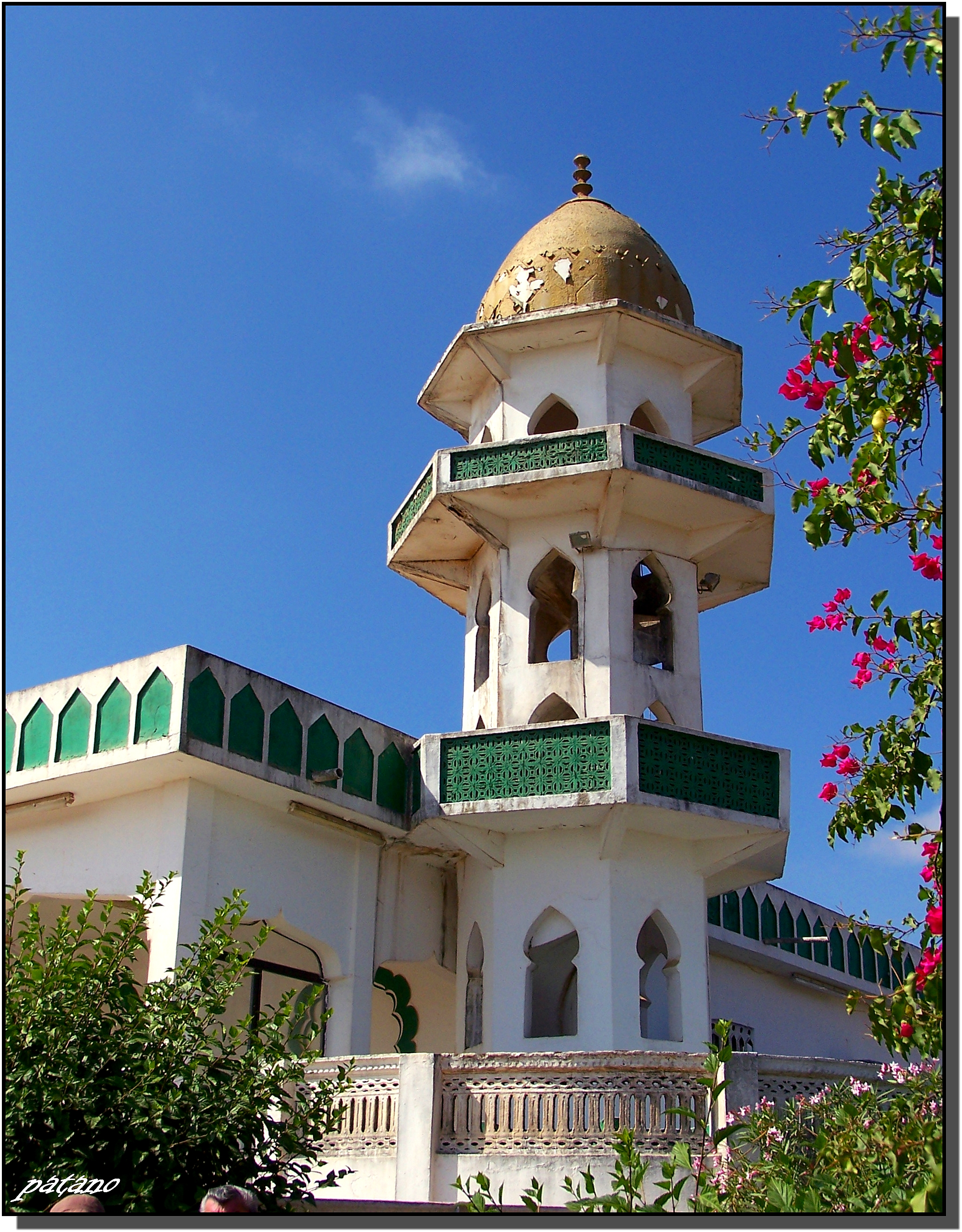
Le sanctuaire revendiqué par Ayyub dans les montagnes d'Al-Qarah, au sud d'Oman
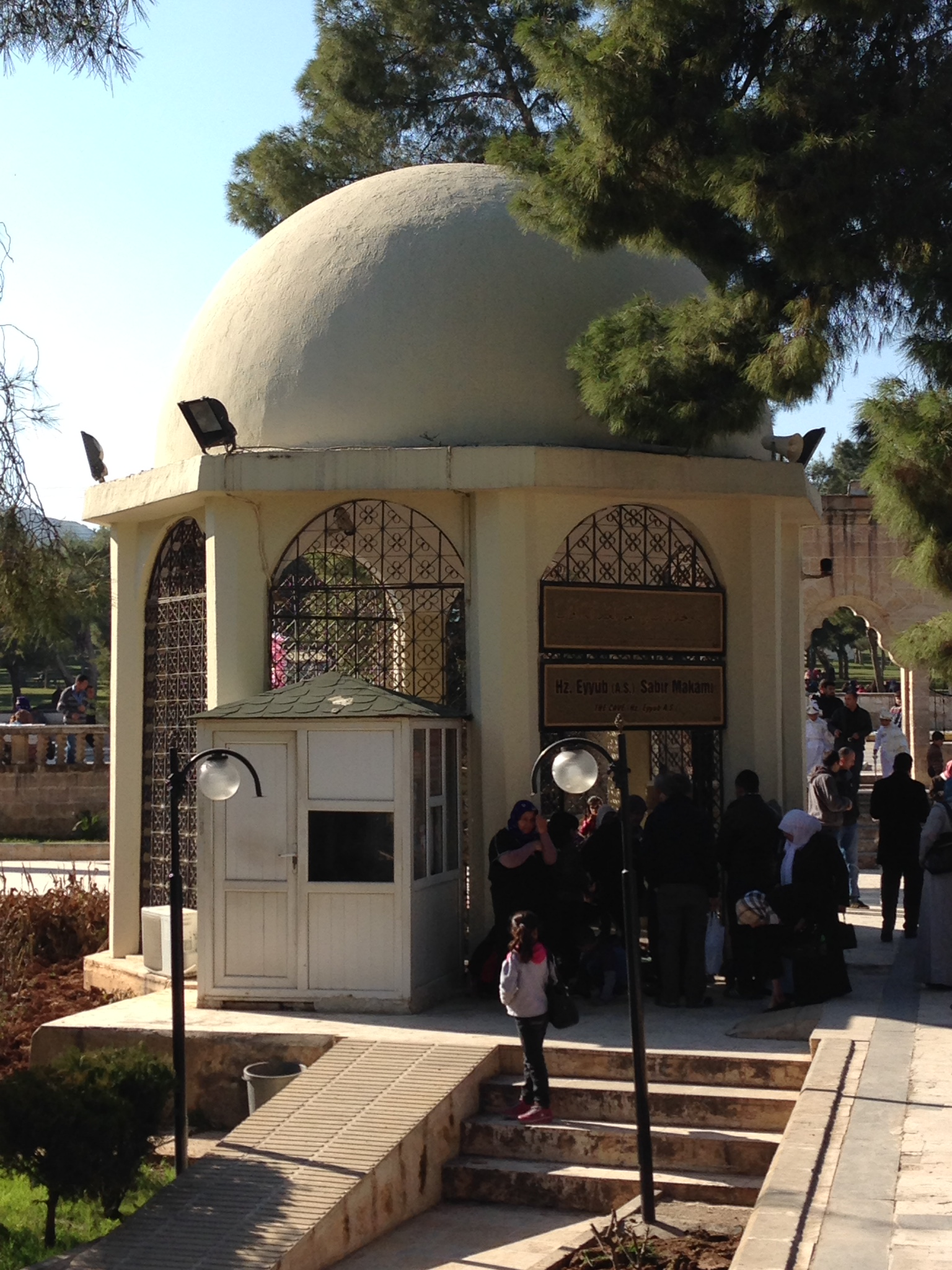
L'entrée de la grotte où Ayyub aurait vécu son épreuve de maladie, à Ourfa, dans le sud-est de la Turquie.
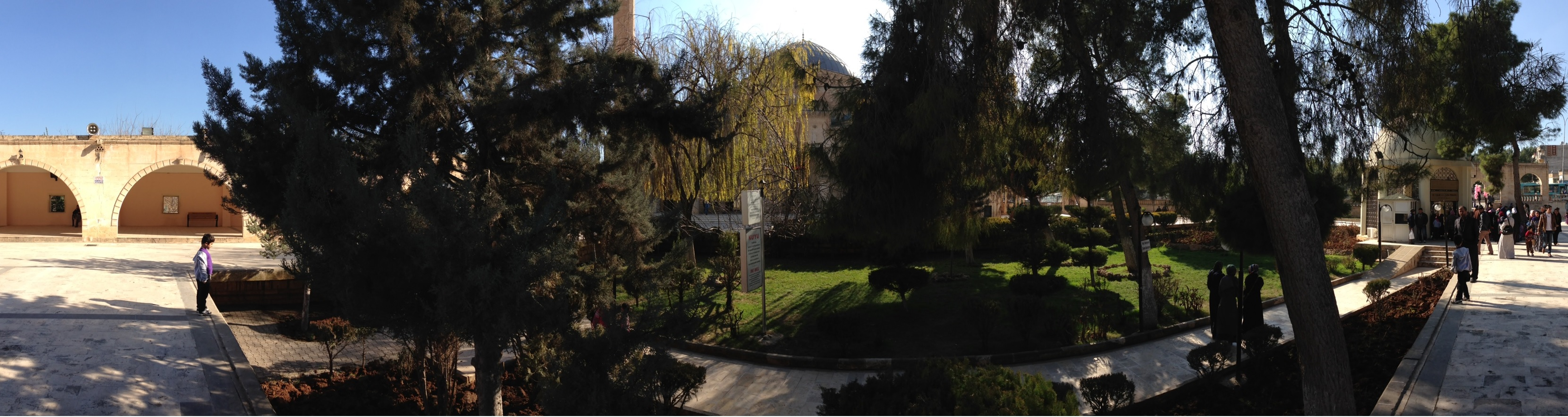
Une vue panoramique du complexe du Prophète Eyyub

Le récit poursuit en déclarant qu'après de nombreuses années de souffrance, Dieu a ordonné à Job de « frapper avec ton pied ! ». Aussitôt, Job frappa le sol avec son pied et Dieu fit jaillir de la Terre une source d'eau fraîche, à partir de laquelle Job put se ressourcer. Le Coran déclare que c'est à ce moment-là que Dieu a supprimé sa douleur et sa souffrance et qu'Il lui a rendu la famille de Job, l'a béni avec de nombreuses générations d'enfants et lui a accordé une grande richesse. En plus des brèves descriptions du récit de Job, le Coran mentionne Job deux fois dans la liste de ceux à qui Dieu avait donné une direction, une sagesse et une inspiration particulières (4 : 163) et comme l'un des hommes qui ont reçu l'autorité, le don de prophétie. (6 :84).
Après que Satan ait renoncé à détourner Job du Seigneur, Dieu a supprimé l'affliction de Job et lui a rendu sa famille, les doublant ainsi en nombre. Il a rendu la richesse de Job et l'a comblé d'or. Une fois que la femme de Job a vu son mari retrouver la prospérité et la santé, elle a prié grâce à Dieu mais s'est ensuite inquiétée du serment que son mari avait prêté plus tôt, dans lequel il avait promis de la frapper de cent coups de fouet. Job était également profondément attristé par le serment qu'il avait prêté, au milieu de ses souffrances. Dieu, cependant, envoya une révélation à Job, qui lui disait de ne pas battre sa femme mais de la frapper une fois, en utilisant un fagot de cent brins d'herbe.